# Jacques-Antoine Dode
Pour les articles homonymes, voir Dode.
Jacques-Antoine Dode est un homme politique français né le 16 février 1716 à Étoile (Drôme) et décédé le 10 février 1802 au même lieu.
Curé de Saint-Péray, il est député du clergé aux états généraux de 1789 pour la sénéchaussée d'Annonay. Il siège à droite et démissionne le 4 décembre 1789.

## Sources
- « Jacques-Antoine Dode », dans Adolphe Robert et Gaston Cougny, Dictionnaire des parlementaires français, Edgar Bourloton, 1889-1891 [détail de l’édition]